# Ішмірзаєв Садріддін Саідмуратович
Садріддін Саідмуратович Ішмірзаєв (нар. 5 березня 1971) — радянський та узбецький футболіст, виступав на позиції захисника та півзахисника.

## Клубна кар'єра
Футбольну кар'єру розпочав 1988 року в складі друголігового самаркандського «Динамо». За підсумками наступного сезону самаркандський колектив вилетів до Другої нижчої ліги чемпіонату СРСР. У футболці «динамівців» зіграв 64 матчі та відзначився 2-а голами. У 1991 році перейшов до іншого друголігового узбецького клубу «Нурафшон». А в 1992 році разом з командою з Бухари став учасником першого розіграшу чемпіонату Узбекистану. По ходу сезону 1992 року виїхав до сусіднього Казахстану, де підписав контракт з «Шахтарем». Дебютував у складі карагандинського клубу 23 квітня 1992 року в виїному (0:0) нічийному поєдинку 2-о туру групи «В» Вищої ліги проти «Булата» (Темиртау). Садріддін вийшов на поле в стартовому складі та відіграв увась матч. Єдиним голом у казахському клубі дебютував 29 квітня 1992 року на 25-й хвилині (реалізував пенальті) переможного (2:0) домашнього поєдинку 3-о туру групи «В» Вищої ліги проти алматинського ЦСКА. Ішмірзаєв вийшов на поле в стартовому складі та відіграв увесь матч. У футболці «гірників» провів 4 поєдинки (1 гол) у Вищій лізі та 1 матч у кубку Казахстану.
Напередодні початку весняно-літньої частини сезону 1992/93 років перейшов до «Таврії». Дебютував у футболці «кримців» 14 березня 1993 року в переможному (2:0) доманьому поєдинку 16-о туру Вищої ліги проти кременчуцького «Кременя» (згодом результат матчу було анульовано, через вихід на поле у футболці «Таврії» дискваліфікованого Євгена Драгунова). Садріддін вийшов на поле в стартовому складі, а на 83-й хвилині його замінив Ігор Духновський. У складі «Таврії» провів 10 матчів. По завершенні сезону залишив сімферопольський колектив й того ж 1993 року виїхав до Росії, де став гравцем «Сахаліну». Дебютував за колектив з Холмську 18 червня 1993 року в програному (0:2) виїзному поєдинку 9-о туру Східної зони Першої ліги чемпіонату Росії проти читинського «Локомотива». Ішмірзаєв вийшов на поле в стартовому складі та відіграв увесь матч. У футболці «Сахаліна» провів 20 поєдинків у Першій лізі російського чемпіонату.
У 1994 році повернувся до Узбекистану, де підписав контракт з бухарським «Нурафшоном» (у 1997 році команда змінила назву на ФК «Бухара»). Завершив футбольну кар'єру 1998 року в складі «Бухари».

## Кар'єра в збірній
Дебютував у футболці національної збірної Узбекистану 20 липня 1995 року в нічийному (0:0) поєдинку проти Болгарії. Садріддін вийшов на поле в стартовому складі та відіграв увесь матч. Цей матч виявився єдиним для Імірзаєва в складі збірної.